# Djevel (grup musical)
Djevel és una banda de black metal d'Oslo iniciada el 2009.
La banda era inicialment un projecte en solitari per al guitarrista i compositor Trond Ciekals. Però va aconseguir, després de tot, que s'hi unissin altres membres a la banda, entre d'altres, de bandes com Kvelertak, Ljå, Urgehal i Purified in Blood.
El 2011 van publicar l'àlbum de debut Dødssanges amb Aftermath Music, produït per Ruben Willem de Haust. La banda va guanyar el Premi Spellemann 2021 en la categoria de metall amb l'àlbum Tanker som rir natten.

## Membres
- Ciekals (Trond Ciekals) - guitarra, veus
- Kvitrim (Eskil Blix) - baix elèctric, veus
- Faust (Bård Eithun) - bateria
- Mannevond (Lloyd Hektoen) - baix elèctric (membre en viu)
- Nosophoros (Esten Rødsten Sivertsen) - guitarra (membre en viu)

### Antics membres
- Erlend Hjelvik - veus
- Hjort (Anders Mosness - bateria)
- Dirge Rep (Per Håvarstein) - bateria
- Soyd Hektoen - baix elèctric

## Discografia
Totes les publicacions amb Aftermath Music.
- 2011: Dødssanger
- 2012: Besatt av maane og natt (EP)
- 2013: Besatt av maane og natt
- 2015: Saa raa og kald
- 2016: Norske ritualer
- 2018: Blant svarte graner
- 2018: Vettehymner (EP)
- 2019: Ormer til armer, maane til hode
- 2021: Tanker som rir natten
- 2022: Naa skrider natten sort